# Sphaeropoeus velutinus
Sphaeropoeus velutinus är en mångfotingart som beskrevs av Carl 1906. Sphaeropoeus velutinus ingår i släktet Sphaeropoeus och familjen Zephroniidae. Inga underarter finns listade i Catalogue of Life.